# Ørðavíkarlíð
Ørðavíkarlíð [ˈøːɹaˌvʊikaɹlʊi], també conegut com a Líðin, és una localitat de l'illa de Suðuroy, a les illes Fèroe. Forma part del municipi de Tvøroyri. L'1 de gener de 2021 tenia 57 habitants.
El poble es troba a la riba sud del fiord Trongisvágsfjørður, molt a prop del poble de Trongisvágur. A l'oest d'Ørðavíkarlíð hi ha el Gluggarnir, que amb els seus 610 m d'alçada és la muntanya més alta de l'illa de Suðuroy.